# بن جوفيضي (مقاطعة دلفان)
بن جوفيضي (بالفارسية: بن جوفیضی) هي قرية تقع في قسم كاكاوند الغربي الريفي (مقاطعة دلفان) في إيران. يقدر عدد سكانها بـ 34 نسمة بحسب إحصاء 2016.